# Frost Bank Tower
Frost Bank Tower – 33-piętrowy wieżowiec w Austin w stanie Teksas. Mierzy 157 metrów i jest czwartym co do wysokości budynkiem w Austin, za Austonian, Fairmont Austin i 360 Condominiums. Inwestorem był fundusz inwestycyjny typu REIT z Atlanty, Cousins Properties. Prace rozpoczęto w listopadzie 2001 a zakończono w grudniu 2003. Powierzchnia do wynajęcia wynosi 48 774 m², natomiast powierzchnia użytkowa 50 680 m². Frost Bank Tower to pierwszy wieżowiec wzniesiony w USA po zamachu z 11 września 2001. Oficjalne otwarcie miało miejsce 23 stycznia 2004.
Wieżowiec został zaprojektowany przez Duda/Paine Architects, LLP i HKS, Inc. Na fasadzie budynku na wysokości 128 m znajduje się najwyżej położone logo w mieście, należące do Frost National Bank z San Antonio, którego siedziba w Austin i oddział ubezpieczeń znajduje się w tym budynku. Poza samym bankiem, w wieżowcu znajdują się m.in. biura Morgan Stanley i Ernst & Young. w 2006 fundusz Cousins Properties sprzedał nieruchomość za 188 mln dolarów Equity Office Properties Trust, który tego samego roku sprzedał ją grupie Thomas Properties. w 2013 właścicielem budynku zostało przedsiębiorstwo Parkway Properties, Inc., w wyniku połączenia Thomas Properties z Parkway Properties.